# Rodney Baxter

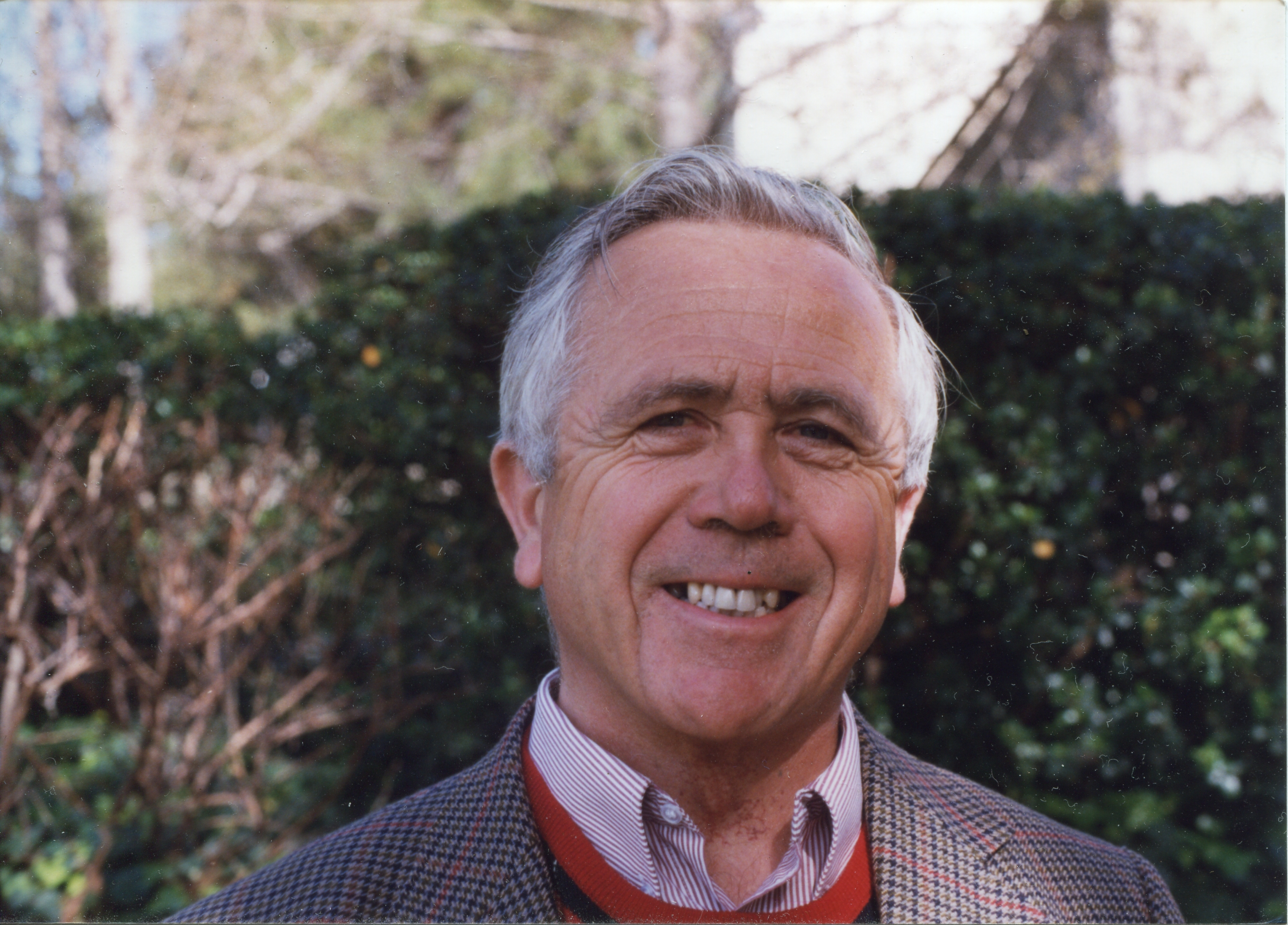
Rodney Baxter (1999)

Rodney James Baxter (* 8. Februar 1940 in London; † 20. Juli 2025) war ein australischer mathematischer Physiker, bekannt für seine Untersuchung exakt lösbarer Gittermodelle der statistischen Mechanik.
Baxter studierte an der Universität Cambridge, von der er einen Bachelor und einen Master erhielt. Anschließend ging er an die Australian National University in Canberra, wo er 1964 promoviert wurde (Aspects of the statistical mechanics of gases). Von 1964 bis 1965 arbeitete er für die Iraq Petroleum Company in London. Von 1968 bis 1970 war er Professor am MIT und danach an der Universität in Canberra, wo er Leiter der Abteilung theoretische Physik und des Institute for Advanced Study war. 2002 wurde er dort emeritiert. 1992 war er Royal Society Research Professor am Isaac Newton Institute in Cambridge.
Baxter wurde bekannt, als er 1971 mit seiner „Star-Triangle Relation“ (später Yang-Baxter-Gleichungen) die freie Energie des 8-Vertex-Modells berechnete. Zuvor hatte schon Lars Onsager 1944 seine berühmte exakte Lösung des zweidimensionalen Ising-Modells und Elliott H. Lieb in den 1960ern die Lösung weiterer Gittermodelle gegeben. Baxters Modell enthielt diese Modelle (die z. B. als vereinfachte Studienobjekte magnetischer Systeme in Festkörpern dienen) als Spezialfälle. Baxter löste mit ähnlichen Methoden auch andere zweidimensionale Modelle wie 1980 das „Hard Hexagon Model“ und 1988 das chirale Potts-Modell (nach Renfrey Potts). Seine Arbeit fasste er in seinem Standardwerk „Exactly solvable models in statistical mechanics“ (Academic Press, London 1982) zusammen. Die nach ihm und Chen Ning Yang benannte Yang-Baxter-Gleichung wurde einer der Ausgangspunkte der Theorie der Quantengruppen (durch Vladimir Drinfeld u. a.) und ist die grundlegende Identität, die in vielen Fällen hinter der exakten Lösbarkeit von Modellen der statistischen Mechanik steht.
1980 erhielt er die Boltzmann-Medaille, 1984 die Ehrendoktorwürde von Cambridge, 1987 den Dannie-Heineman-Preis und 2006 den Lars Onsager Preis der American Physical Society. Ab 1977 war er Mitglied der australischen Akademie der Wissenschaften und ab 1982 Fellow der Royal Society in London. 2003 erhielt er die Centenary Medal der australischen Regierung. 1990 war er Gastredner auf dem Internationalen Mathematikerkongress in Kyōto (Hyperelliptic function parametrization for the chiral Potts model). 2013 erhielt er die Royal Medal, 2021 den Henri-Poincaré-Preis.